# Annabeth Chase
Annabeth Chase är en av huvudpersonerna i flera serier av Rick Riordan. Hon är bland annat med i serierna Percy Jackson, Olympens hjältar, Magnus Chase och Apollon.
Annabeth Chase spelas av Alexandra Daddario i Percy Jackson och kampen om åskviggen från 2010. Hon spelas av Leah Jeffries i serien på Disney+.

## Roll
Annabeth Chase är Percy Jacksons flickvän och Magnus Chases kusin. Hon är huvudperson i alla böckerna om Percy Jackson och i bok 3, 4 och 5 i serien Olympens hjältar.  Hon är en av de sju hjältarna i den sistnämnda serien. Hon är även med i serien Apollon.